# Mașina de scris
Vezi și instrumentul și invenția: mașina de scris.
La Machine à écrire este o piesă de teatru în trei acte scrisă de dramaturgul francez Jean Cocteau. Mașina de scris  a avut premiera la 29 aprilie 1941 la Théâtre Hébertot din Paris. 
A fost tradusă în română de Manase Radnev și Victoria Gheorghiu. A fost tradusă în engleză ca The Typewriter de Ronald Duncan.

## Distribuție originală
- Fred Jacques Baumer
- Didier Louis Salou
- Pascal Jean Marais
- Maxime Jean Marais
- Solange Gabrielle Dorziat
- Margot Michèle Alfa
- Șefa poștei Jandeline